# Херцеговинско въстание
Вижте пояснителната страница за други значения на Херцеговинско въстание.
Херцеговинското въстание (на сръбски: Херцеговачки устанак или на сръбски: Устанак у Xерцеговини, което се среща още в историографията с имената на сръбски: Устанак патријарха Јована; на сръбски: Грданов устанак и на сръбски: Грданова буна) избухва в годините 1596 – 1597 и е организирано от печкия патриарх Йован Кантул (1592 – 1614) по време на Дългата война. Начело на въстаниците е войводата Грдан, който бил „дук на Никшич“.
Въстаниците са православни християни, които се събират в манастира Тврдош до Требине и полагат клетва над евангелието да се бият под знамето на кръста и под претекст изгарянето мощите на Свети Сава Сръбски. Предходно и по времето на Мехмед паша Соколович е възстановена Печката патриаршия (през 1557 г.), а през 1580 г. е образуван еялет Босна. Въстанието е част от единен замисъл за общобалканско антиосманско надигане по това време.
Сръбските въстаници са победени от еничарите на Дервиш бей (на сръбски: Дервиш-бег Алић Сарвановић) в битка в областта на Гацко (Гатачко поле) през 1597 г. и се виждат принудени да се предадат поради липса на чуждестранна подкрепа. Ускоците от Сен слизат до Дубровник, подпомагайки и логистирайки действията на въстаниците и превземат крепостта Клис, но не могат да я задържат срещу еничарите. Вълнението от въстанието е усетено от Лика до Дубровник.
На следващата година избухва Първо търновско въстание, а в бенедектинския манастир на остров Света Мария на остров Млет – срещу въстаническата територия, се пише емблематичното съчинение „Царството на славяните“.